# Gare de Pouxeux
Gare de Pouxeux – przystanek kolejowy w miejscowości Pouxeux, w departamencie Wogezy, w regionie Grand Est, we Francji. Jest zarządzany przez SNCF i obsługiwany przez pociągi TER Lorraine. 

## Położenie
Znajduje się na linii Épinal – Bussang, na km 14,800 między stacjami Arches i Éloyes, na wysokości 367 m n.p.m.

## Linie kolejowe
- Linia Épinal – Bussang